# Looping Star
Der Looping Star ist ein Stahlachterbahnmodell der Firma Schwarzkopf GmbH.
1978 ging das erste Modell dieser insgesamt achtmal gebauten Achterbahn als transportable Anlage auf die Reise auf deutschen Volksfesten. Die Schausteller Oscar Bruch und Fritz Kinzler präsentierten damit die erste Achterbahn mit Vertikallooping in Deutschland.
Die weitere Besonderheit der Anlage war ihr neuartiges Konus-Stecksystem für die Schienenteile, das einen schnellen Auf- und Abbau mit verhältnismäßig wenigen Stützen möglich machte.
Neben transportablen Versionen wurden auch stationäre Anlagen für verschiedene Freizeitparks gebaut. Durch die kompakte Bauweise mit einer flachen Stahlsohle war es relativ einfach, auch die stationären Bahnen umzusetzen. So wechselten einige der Modelle mehrfach ihren Standort.
Derzeit wird in Europa nur noch die auf den Namen „Vertigo“ getaufte Anlage im Italienischen Freizeitpark „Zoomarine“ in Rom betrieben. Weitere Bahnen finden sich in den USA, Südamerika und Japan.
Die Fahrt führt nach dem 24,5 m hohen Lifthill mit Kettenaufzug und dem als Kurve ausgelegten First Drop durch den namengebenden Looping. In der Looping Ein- und Ausfahrt wirken die Kräfte von bis zu 4,5 g, auf die Fahrgäste. Daran schließt sich die in Form einer Acht ausgelegte Strecke mit Steilkurven und Helices an.
Maximal können auf den Anlagen drei siebengliedrige Züge für jeweils 28 Personen betrieben werden. Damit wird eine maximale Kapazität von 1700 Fahrgästen pro Stunde erreicht.
Die Züge verfügen, anders als bei vielen modernen Achterbahnen mit Inversionen, nicht über Schulterbügel. Die Mitfahrer werden nur durch Schoßbügel im Sitz gehalten.
Neben dem Achterbahntyp der Firma Schwarzkopf gibt und gab es noch verschiedene Achterbahnen anderer Typen und Hersteller mit Namen Looping Star.

## Standorte
Es wurden insgesamt acht Bahnen vom Modell Looping Star hergestellt:
| Achterbahn                                           | Betreiber | Land                                                          | Eröffnung                                          | Schließung                      |
| ---------------------------------------------------- | --- | ------------------------------------------------------------- | -------------------------------------------------- | ------------------------------- |
| Gwazi Looping Star Thunder Loop Express Looping Star | Lion Park Resort Holnemvolt Park Loudoun Castle Dreamland Margate                                                          | Botswana Ungarn Vereinigtes Königreich                        | 2011 2001 1995 1. Mai 1981                         | 2009 1998 1994                  |
| Looping Star                                         | Bobbejaanland | Belgien                                                       | 1979                                               | 2. November 2003                |
| Looping Star                                         | Nagashima Spa Land | Japan                                                         | 1982                                               |                                 |
| Looping Star Thunder Loop                            | Parko Paliatso Luna Park Attractiepark Slagharen                                                                           | Zypern Niederlande                                            | 1. April 2018 1979                                 | 2023 3. Oktober 2016            |
| Looping Star Lisebergs Loopen                        | Tivoli Park Ita Park Playcenter São Paulo Liseberg                                                                         | Brasilien Schweden                                            | 2020 7. September 2016 unbekannt 1980              | 2018 29. Juli 2012 1995         |
| Silver Bullet Looping Star                           | Frontier City Jolly Roger Amusement Park State Fair of Texas                                                               | Vereinigte Staaten                                            | 18. Juli 1986 1984 1980                            | 1985 1983                       |
| Vertigo Looping Star                                 | Zoomarine Luneur Park Plutón Park Parque de Atracciones de Madrid OK Corral Southport Pleasureland Freizeitpark Kirchhorst | Italien Spanien Frankreich Vereinigtes Königreich Deutschland | 27. März 2010 2002 2000 Juni 1992 1980er 1985 1979 | 2007 2001 1998 1980er 1987 1984 |
| Viper Jet Scream                                     | Six Flags AstroWorld Six Flags St. Louis                                                                                   | Vereinigte Staaten                                            | 1989 1981                                          | 30. Oktober 2005 1988           |

## Fotos

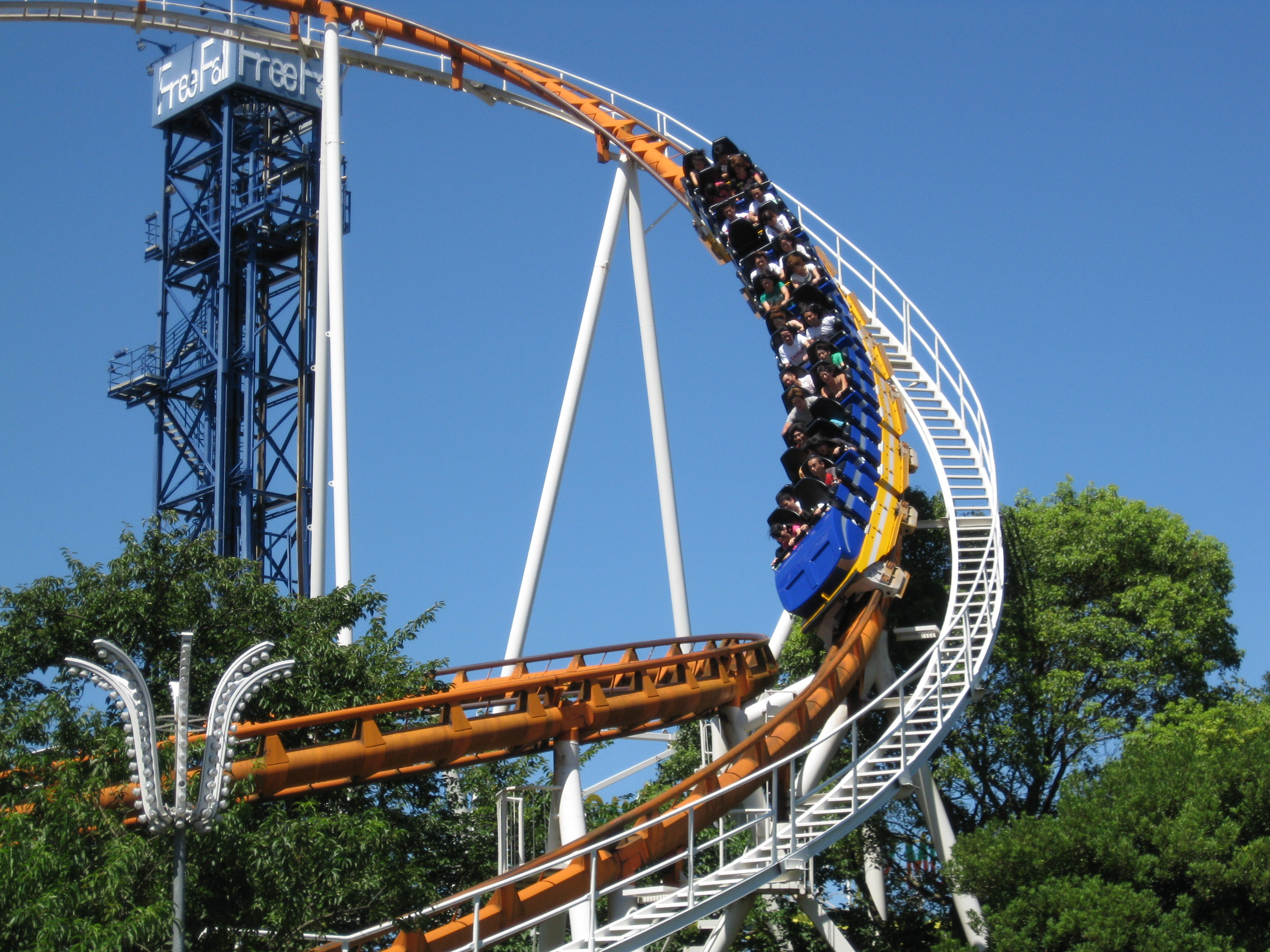
Looping Star im Nagashima Spa Land
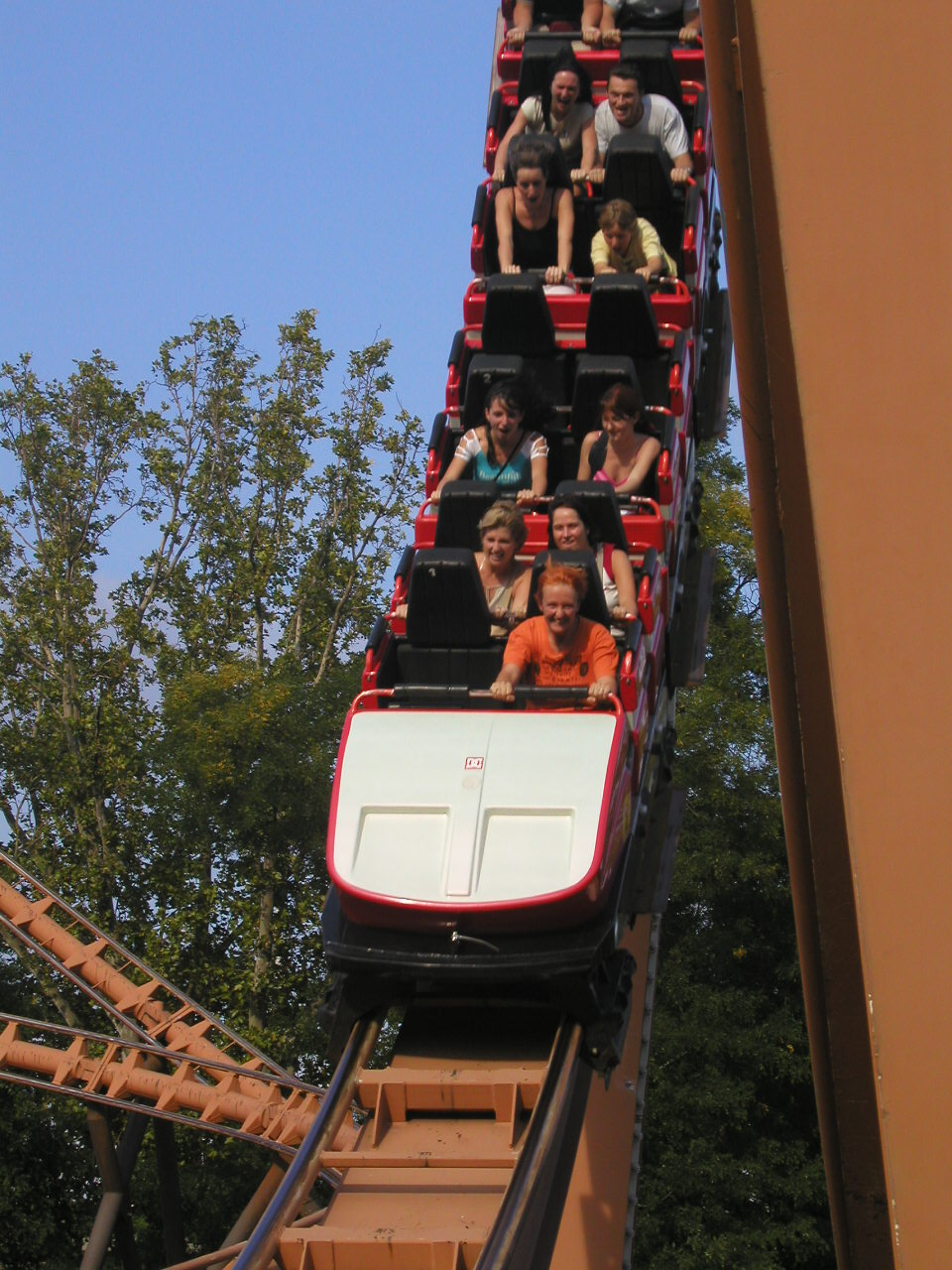
Looping Star im Vidámpark
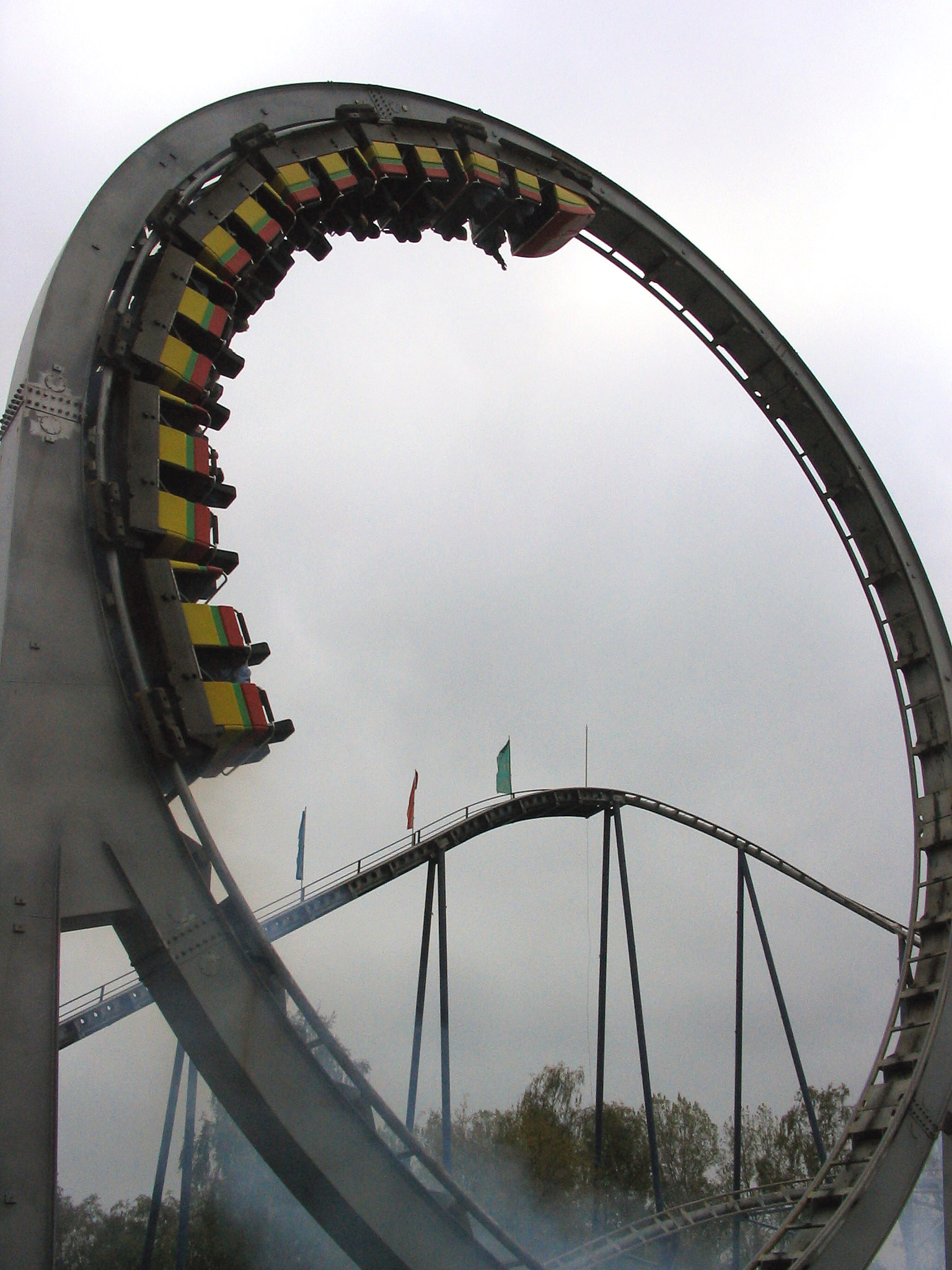
Looping Star im Bobbejaanland (abgebaut)
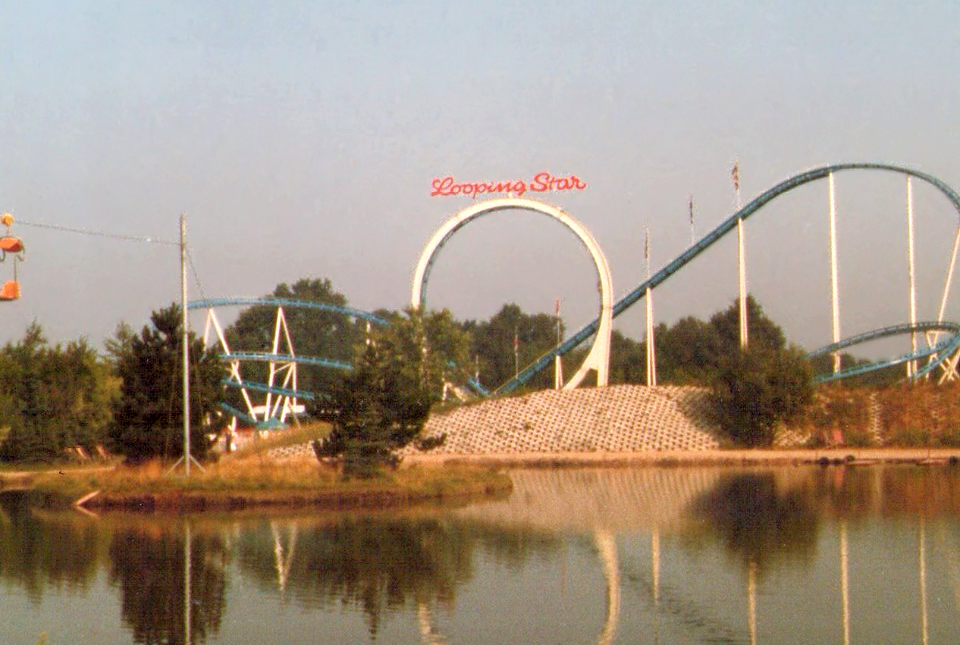
Looping Star im Freizeitpark Kirchhorst (abgebaut)
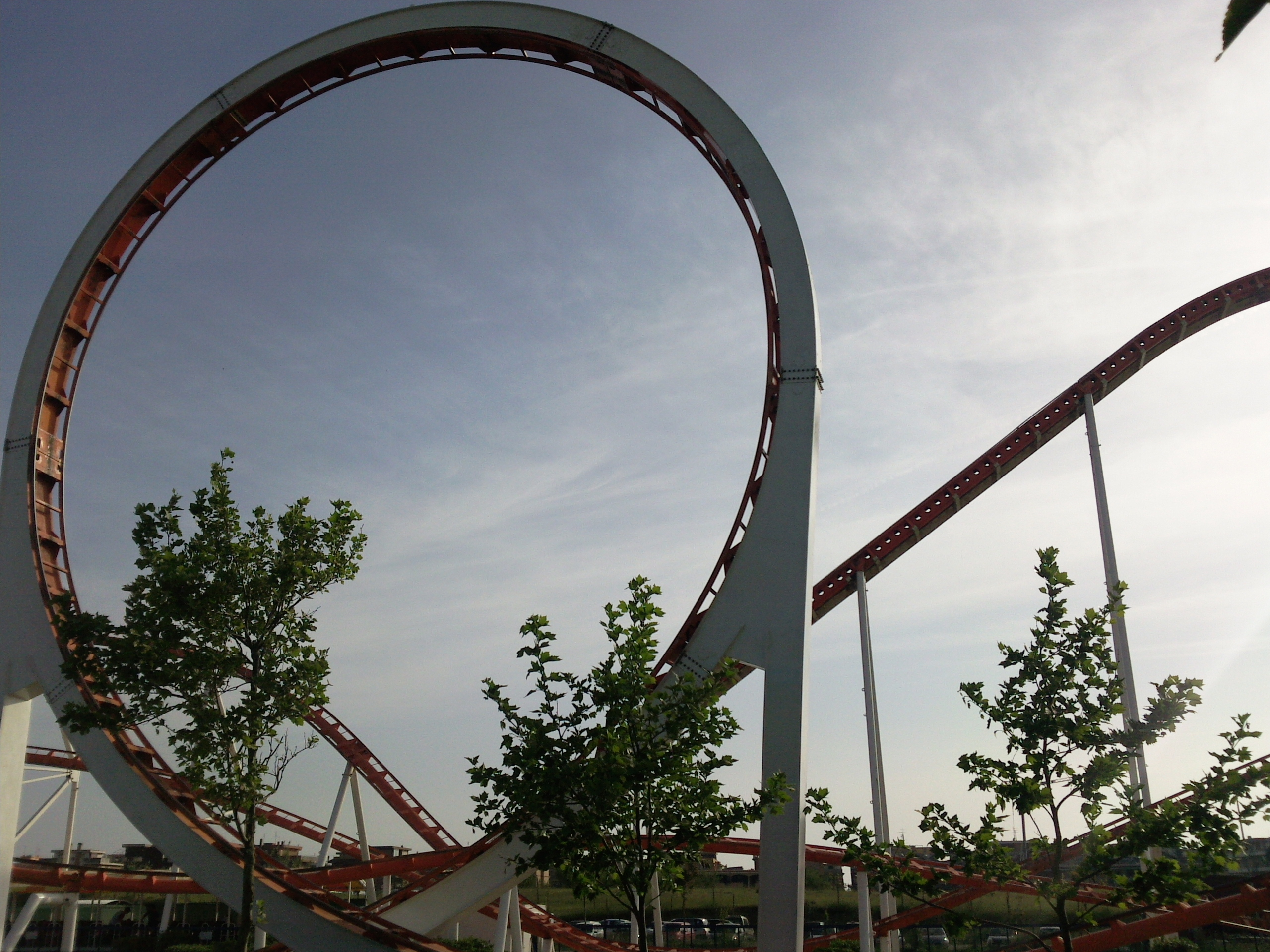
Vertigo in Zoomarine